# باولو ماسكاني

كتابه (the composition of Vasorum lymphaticorum corporis humani historia et iconographia)

باولو ماسكاني (بالإنجليزية: Paolo Mascagni)‏ ‏ (1755-1815) هو طبيب إيطالي اشتهر بدراسته علم التشريح البشري، كما اشتهر بكتابته أول وصف كامل للجهاز المفي.
ولد باولو في 25 يناير 1755 في بومارانس في مقاطعة بيزا، ووالدهُ هوَ أوريليو ماسكاني وأمه هيَ إليزابيث بوروني والذان يُعودان في أصلهما إلى أسر النبلاء القدماء في مقاطعة سيينا. درس باولو في سيينا، حيثُ كان بيتر تاباريني أستاذه في التشريح، وتخرج من قسم الفلسفة والطب في عام 1778، وفي عامه الأخير في الكُلية تم تعيينه مُساعداً لأستاذه بيتر، ثم أُصبح باولو أستاذاً في عام 1780.
اهتم باولو في شبابه بالعلوم الجيولوجية، حيثُ كتب عدد من الأوراق البحثية حولَ الينابيع الحراية في سيينا وفولتيرا. وعند تخرجه تغير اهتمامه نحو الجهاز اللمفي البَشري، ونتيجةً لكثرة اكتشافاته في هذا المجال قام بكتابة كتاب (the composition of Vasorum lymphaticorum corporis humani historia et iconographia) في عام 1787 وهو العمل الذي أدى إلى شهرته في جميع أنحاء أوروبا. في عام 1796 انتخبَ عضواً في الأكاديمية الملكية السويدية للعلوم، وفي عام 1798 تم تعيينه كرئيس لمتحف التاريخ الطبيعي في سيينا.
في عام 1787 اكتشفَ باولو عقدة لمفاوية أساسية في المرارة وتمت تسميتها بعقدة ماسكاني اللمفاوية.
أثناء الاحتلال الفرنسي لتوسكانا أظهر نَفسهُ كيعقوبي مُتحمس، مما أدى إلى سجنه سبعة أشهر بعد أن تم طرد الفرنسيين، وتم إطلاق سراحه بأمر بواسطة الملك إتروريا، وفي 22 أكتوبر 1801 تم تعيينه كأستاذ في علم التشريح في جامعة بيزا، كما كانَ يُلقي عدد من المُحاضرات في مستشفى سانتا ماريا نوفا في فلورنسا.
تُوفي باولو بتاريخ 19 أكتوبر 1815 في كاستيليتو في سيينا نتيجةً لإصابته بالملاريا. بعد عقود من وفاته أُقيم له تِمثال له في معرض أوفيزي في فلورنسا في إيطاليا.

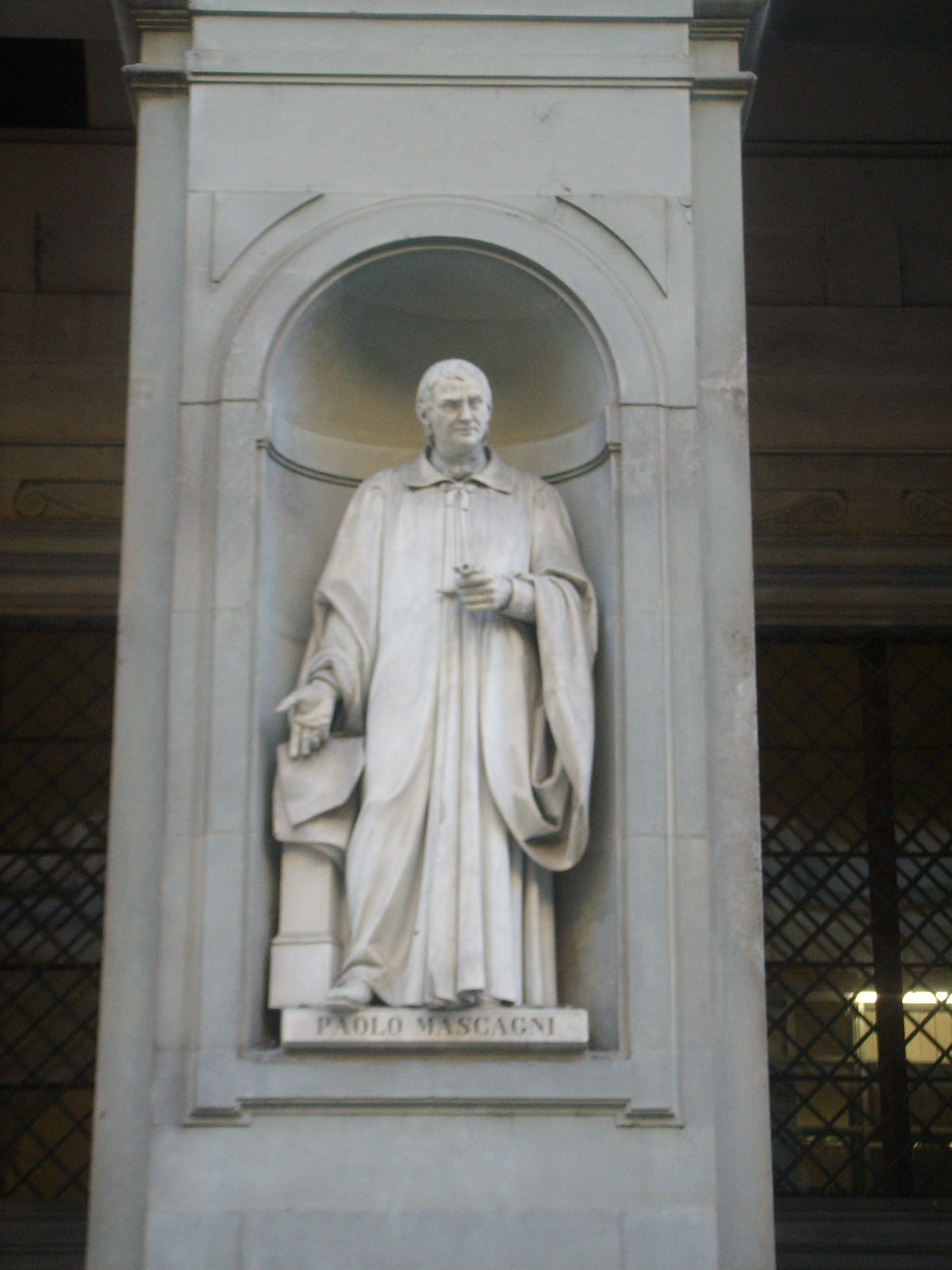
تمثال ماسكاني في أوفيزي

## المنشورات بعد وفاته
- معمدانية ديلا غراند للتشريح (بالإيطالية: Prodromo della grande anatomia)‏ ‏ (1821).
- تشريح جميع النماذج الأصلية (بالإيطالية: Anatomicae universae iconae)‏ ‏ (1823).